# Through the Looking Glass
«Through the Looking Glass» — одинадцятий студійний альбом гурту «Toto», випущений вочени 2002 року, лейблом Capitol.

## Композиції
1. «Could You Be Loved» — 3:47 (Боб Марлі)
2. «Bodhisattva» — 4:51 (Steely Dan)
3. «While My Guitar Gently Weeps» — 5:15 (The Beatles)
4. «I Can't Get Next to You» — 4:04 (Al Green)
5. «Living for the City» — 5:49 (Stevie Wonder)
6. «Maiden Voyage/Butterfly» — 7:33 (Herbie Hancock)
7. «Burn Down the Mission» — 6:28 (Елтон Джон)
8. «Sunshine of Your Love» — 5:13 (Cream)
9. «House of the Rising Sun» — 4:40 (The Animals)
10. «Watching the Detectives» — 4:04 (Elvis Costello cover)
11. «It Takes a Lot to Laugh, It Takes a Train to Cry» — 3:52 (Bob Dylan)

## Персоналії
Toto
- Боббі Кімбелл: лід- та бек-вокал
- Стів Лукатер: гітари, бек-вокал, лід-вокал у піснях, 3, 8 та 10
- Девід Пейч: клавішні, бек-вокал, лід-вокал у пісні 11
- Майк Поркаро: бас-гітара
- Саймон Філіпс: ударні
- Тоні Спіннер: гітара, вокал